# Argument de robatori d'estratègia
En teoria de jocs combinatòria, un argument de robatori d'estratègia és un tipus de raonament general per demostrar que en determinats jocs per a dos jugadors, de suma nul·la, simètrics i amb informació perfecta, el segon jugador no pot tenir cap estratègia guanyadora; és a dir, cap conjunt de jugades que li garanteixin la victòria independentment de què faci l'altre jugador.
Es tracta d'un tipus de demostració per reducció a l'absurd. Es comença suposant que el segon jugador disposa d'una estratègia guanyadora S. Llavors el primer jugador pot «robar» l'estratègia del segon fent una primera jugada a l'atzar i a continuació seguir l'estratègia S del segon jugador, de forma que es converteix en el segon jugador a tots els efectes. Com que l'estratègia S és guanyadora per la hipòtesi inicial, resulta que l'existència d'una estratègia guanyadora per al segon guanyador implica l'existència d'una estratègia guanyadora per al primer, situació que és contradictòria perquè no pot ser que ambdós jugadors tinguin estratègies guanyadores. Per tant, no existeix estratègia guanyadora per al segon jugador.
Aquest tipus d'argument es pot aplicar a jocs com l'Hex, el tres en ratlla, el gomoku i, en general, els jocs del tipus tres en ratlla generalitzats, els jocs m,n,k i tots els jocs d'aquest tipus en què una jugada addicional no suposa mai un desavantatge.
L'argument de robatori d'estratègia permet demostrar l'existència d'una estratègia però no permet determinar aquesta estratègia, és a dir, permet construir teoremes d'existència no constructius.